# چوللو (آق‌دام) ۲
چوللو (به لاتین: Çullu، به ارمنی: Չուլլու) یک منطقه مسکونی در جمهوری آذربایجان است که در شهرستان آق‌دام واقع شده است.